# Liste der Baudenkmäler in Freienfeld
Die Liste der Baudenkmäler in Freienfeld (italienisch Campo di Trens) enthält die 54 als Baudenkmäler ausgewiesenen Objekte auf dem Gebiet der Gemeinde Freienfeld in Südtirol.
Basis ist das im Internet einsehbare offizielle Verzeichnis der Baudenkmäler in Südtirol. Dabei kann es sich beispielsweise um Sakralbauten, Wohnhäuser, Bauernhöfe und Adelsansitze handeln. Die Reihenfolge in dieser Liste orientiert sich an der Bezeichnung, alternativ ist sie auch nach der Adresse oder dem Datum der Unterschutzstellung sortierbar.

## Liste
| Foto |                 | Bezeichnung                                                               | Standort                                    | Eintragung                   | Beschreibung                                                                                 | Metadaten                                                     |
| ---- | --------------- | ------------------------------------------------------------------------- | ------------------------------------------- | ---------------------------- | -------------------------------------------------------------------------------------------- | ------------------------------------------------------------- |
| BW   | Datei hochladen | Auffindungskapelle in Trens ID: 14864                                     | 46° 52′ 29″ N, 11° 29′ 13″ O                | 12. Mai 1986 (BLR-LAB 2366)  | Kapelle                                                                                      | KG: Trens Bauparzelle: 206                                    |
| BW   | Datei hochladen | Bacher ID: 14831                                                          | 46° 52′ 1″ N, 11° 28′ 43″ O                 | 12. Mai 1986 (BLR-LAB 2366)  | Ländliches Wohnhaus/Bauernhof                                                                | KG: Stilfes Bauparzelle: 9                                    |
| BW   | Datei hochladen | Bachsanter in Freienfeld ID: 14857                                        | 46° 52′ 4″ N, 11° 29′ 22″ O                 | 12. Mai 1986 (BLR-LAB 2366)  | Ländliches Wohnhaus/Bauernhof                                                                | KG: Trens Bauparzelle: 80                                     |
| ja   | Datei hochladen | Bahnhof Freienfeld ID: 50405                                              | 46° 52′ 9″ N, 11° 29′ 18″ O                 | 5. Apr. 2004 (BLR-LAB 1083)  | Bahnhof/Remise                                                                               | KG: Trens Bauparzelle: 79/5                                   |
| BW   | Datei hochladen | Berger ID: 14836                                                          | 46° 51′ 55″ N, 11° 28′ 45″ O                | 6. Juli 1951 (MD)            | Ländliches Wohnhaus/Bauernhof                                                                | KG: Stilfes Bauparzelle: 57                                   |
| BW   | Datei hochladen | Bildstock am Weg nach Sprechenstein ID: 14865                             | 46° 52′ 34″ N, 11° 28′ 59″ O                | 12. Mai 1986 (BLR-LAB 2366)  | Bildstock                                                                                    | KG: Trens Grundparzelle: 135, 135/1                           |
| BW   | Datei hochladen | Brennerstraße 5 ID: 50032                                                 | Brennerstraße 5 46° 51′ 3″ N, 11° 31′ 13″ O | 24. Jan. 2000 (BLR-LAB 116)  | Städtisches Wohnhaus                                                                         | KG: Mauls Bauparzelle: 67                                     |
| BW   | Datei hochladen | Dorfkrumer ID: 14822                                                      | 46° 51′ 18″ N, 11° 31′ 28″ O                | 12. Mai 1986 (BLR-LAB 2366)  | Ländliches Wohnhaus/Bauernhof                                                                | KG: Mauls Bauparzelle: 33                                     |
| BW   | Datei hochladen | Ehemaliges Zollhaus ID: 14825                                             | 46° 51′ 5″ N, 11° 31′ 13″ O                 | 6. März 1989 (BLR-LAB 1255)  | Zollhaus                                                                                     | KG: Mauls Bauparzelle: 63                                     |
| BW   | Datei hochladen | Gasthof Goldener Löwe in Elzenbaum ID: 14868                              | 46° 52′ 28″ N, 11° 26′ 43″ O                | 12. Mai 1986 (BLR-LAB 2366)  | Gasthaus                                                                                     | KG: Stilfes Bauparzelle: 109/1                                |
| BW   | Datei hochladen | Gasthof Lener in Freienfeld ID: 14854                                     | 46° 52′ 17″ N, 11° 29′ 0″ O                 | 12. Mai 1986 (BLR-LAB 2366)  | Gasthaus                                                                                     | KG: Trens Bauparzelle: 72                                     |
| BW   | Datei hochladen | Gasthof Wieser ID: 14835                                                  | 46° 51′ 59″ N, 11° 28′ 45″ O                | 12. Mai 1986 (BLR-LAB 2366)  | Gasthaus, eingebaut der mittelalterliche Turm der Herren von Stilfes                         | KG: Stilfes Bauparzelle: 33                                   |
| BW   | Datei hochladen | Gasthof zum Blauen Hecht ID: 14819                                        | 46° 51′ 14″ N, 11° 31′ 1″ O                 | 6. Juli 1951 (MD)            | Gasthaus                                                                                     | KG: Mauls Bauparzelle: 6                                      |
| ja   | Datei hochladen | Gasthof zum Einhorn (Stafler) ID: 14827                                   | 46° 51′ 4″ N, 11° 31′ 14″ O                 | 6. Juli 1951 (MD)            | Gasthaus                                                                                     | KG: Mauls Bauparzelle: 280, 70                                |
| BW   | Datei hochladen | Gorgner in Pfulters ID: 14843                                             | 46° 50′ 58″ N, 11° 30′ 41″ O                | 12. Mai 1986 (BLR-LAB 2366)  | Ländliches Wohnhaus/Bauernhof                                                                | KG: Stilfes Bauparzelle: 191                                  |
| BW   | Datei hochladen | Gratzer ID: 14833                                                         | 46° 51′ 59″ N, 11° 28′ 40″ O                | 12. Mai 1986 (BLR-LAB 2366)  | Ländliches Wohnhaus/Bauernhof                                                                | KG: Stilfes Bauparzelle: 22, 23                               |
| BW   | Datei hochladen | Gugges ID: 14850                                                          | 46° 52′ 33″ N, 11° 29′ 6″ O                 | 6. Juli 1951 (MD)            | Wohnhaus                                                                                     | KG: Trens Bauparzelle: 6                                      |
| BW   | Datei hochladen | Hängebrücke über den Eisack ID: 50565                                     | 46° 51′ 11″ N, 11° 30′ 54″ O                | 11. Feb. 2013 (BLR-LAB 211)  | Brücke                                                                                       | KG: Mauls, Stilfes Grundparzelle: 249/3, 1059/1; 2334/4, 2677 |
| BW   | Datei hochladen | Inderst in Valgenäun ID: 14859                                            | 46° 52′ 7″ N, 11° 30′ 19″ O                 | 12. Mai 1986 (BLR-LAB 2366)  | Ländliches Wohnhaus/Bauernhof                                                                | KG: Trens Bauparzelle: 94                                     |
| BW   | Datei hochladen | Kapelle beim Droter in Egg ID: 14847                                      | 46° 50′ 20″ N, 11° 28′ 27″ O                | 17. Okt. 1988 (BLR-LAB 6773) | Kapelle                                                                                      | KG: Stilfes Grundparzelle: 1619                               |
| BW   | Datei hochladen | Kapelle beim Gasser in Egg ID: 14845                                      | 46° 50′ 22″ N, 11° 28′ 41″ O                | 12. Mai 1986 (BLR-LAB 2366)  | Kapelle                                                                                      | KG: Stilfes Bauparzelle: 230                                  |
| ja   | Datei hochladen | Kapelle beim Mair in Partinges ID: 14861                                  | 46° 52′ 41″ N, 11° 29′ 56″ O                | 12. Mai 1986 (BLR-LAB 2366)  | Kapelle                                                                                      | KG: Trens Bauparzelle: 123                                    |
| BW   | Datei hochladen | Kapelle beim Obergenauder ID: 14844                                       | 46° 50′ 13″ N, 11° 31′ 40″ O                | 12. Mai 1986 (BLR-LAB 2366)  | Kapelle                                                                                      | KG: Stilfes Bauparzelle: 200/1                                |
| ja   | Datei hochladen | Kapelle in Freienfeld ID: 14855                                           | 46° 52′ 14″ N, 11° 28′ 57″ O                | 12. Mai 1986 (BLR-LAB 2366)  | Kapelle                                                                                      | KG: Trens Bauparzelle: 75                                     |
| ja   | Datei hochladen | Kapelle in Möders ID: 14846                                               | 46° 51′ 35″ N, 11° 29′ 53″ O                | 12. Mai 1986 (BLR-LAB 2366)  | Kapelle                                                                                      | KG: Stilfes Bauparzelle: 307                                  |
| BW   | Datei hochladen | Kapellenbildstock in Freienfeld ID: 14867                                 | 46° 52′ 18″ N, 11° 29′ 3″ O                 | 12. Mai 1986 (BLR-LAB 2366)  | Bildstock                                                                                    | KG: Trens Bauparzelle: 363                                    |
| BW   | Datei hochladen | Kindergarten und Volksschule ID: 14823                                    | 46° 51′ 18″ N, 11° 31′ 29″ O                | 12. Mai 1986 (BLR-LAB 2366)  | Ländliches Wohnhaus/Bauernhof                                                                | KG: Mauls Bauparzelle: 37                                     |
| BW   | Datei hochladen | Knappe in Valgenäun ID: 14858                                             | 46° 52′ 7″ N, 11° 30′ 22″ O                 | 12. Mai 1986 (BLR-LAB 2366)  | Ländliches Wohnhaus/Bauernhof                                                                | KG: Trens Bauparzelle: 92                                     |
| BW   | Datei hochladen | Laisner ID: 14852                                                         | 46° 52′ 30″ N, 11° 29′ 9″ O                 | 12. Mai 1986 (BLR-LAB 2366)  | Ländliches Wohnhaus/Bauernhof                                                                | KG: Trens Bauparzelle: 36/1                                   |
| BW   | Datei hochladen | Mair in Elzenbaum ID: 14839                                               | 46° 52′ 28″ N, 11° 26′ 40″ O                | 12. Mai 1986 (BLR-LAB 2366)  | Ländliches Wohnhaus/Bauernhof                                                                | KG: Stilfes Bauparzelle: 114                                  |
| ja   | Datei hochladen | Mariahilfkapelle in Niederflans ID: 14862                                 | 46° 51′ 53″ N, 11° 31′ 23″ O                | 12. Mai 1986 (BLR-LAB 2366)  | Kapelle                                                                                      | KG: Trens Bauparzelle: 133                                    |
| BW   | Datei hochladen | Mariahilfkapelle in Niederried ID: 14842                                  | 46° 51′ 13″ N, 11° 30′ 1″ O                 | 12. Mai 1986 (BLR-LAB 2366)  | Kapelle                                                                                      | KG: Stilfes Bauparzelle: 162                                  |
| BW   | Datei hochladen | Marienkapelle ID: 14824                                                   | 46° 51′ 5″ N, 11° 31′ 12″ O                 | 12. Mai 1986 (BLR-LAB 2366)  | Kapelle                                                                                      | KG: Mauls Bauparzelle: 58                                     |
| ja   | Datei hochladen | Mesnerhäusl ID: 14830                                                     | 46° 52′ 1″ N, 11° 28′ 44″ O                 | 6. Juli 1951 (MD)            | Ländliches Wohnhaus/Bauernhof                                                                | KG: Stilfes Bauparzelle: 2                                    |
| BW   | Datei hochladen | Mühle beim Hieler ID: 14820                                               | 46° 51′ 16″ N, 11° 31′ 18″ O                | 12. Mai 1986 (BLR-LAB 2366)  | Mühle                                                                                        | KG: Mauls Bauparzelle: 22                                     |
| BW   | Datei hochladen | Öttl ID: 14832                                                            | 46° 52′ 0″ N, 11° 28′ 39″ O                 | 6. Juli 1951 (MD)            | Zollhaus                                                                                     | KG: Stilfes Bauparzelle: 18                                   |
| ja   | Datei hochladen | Pfarrkirche Maria Himmelfahrt mit Friedhofskapelle und Friedhof ID: 14848 | 46° 52′ 37″ N, 11° 29′ 6″ O                 | 12. Mai 1986 (BLR-LAB 2366)  | Kirche                                                                                       | KG: Trens Bauparzelle: 1, 2 Grundparzelle: 1                  |
| ja   | Datei hochladen | Pfarrkirche St. Oswald mit Friedhofskapelle und Friedhof ID: 14821        | 46° 51′ 18″ N, 11° 31′ 25″ O                | 12. Mai 1986 (BLR-LAB 2366)  | Kirche                                                                                       | KG: Mauls Bauparzelle: 29, 30 Grundparzelle: 112              |
| ja   | Datei hochladen | Pfarrkirche St. Peter und Paul mit Friedhof ID: 14829                     | 46° 52′ 0″ N, 11° 28′ 45″ O                 | 12. Mai 1986 (BLR-LAB 2366)  | Kirche                                                                                       | KG: Stilfes Bauparzelle: 1 Grundparzelle: 1                   |
| BW   | Datei hochladen | Pfarrwidum ID: 14834                                                      | 46° 51′ 59″ N, 11° 28′ 43″ O                | 12. Mai 1986 (BLR-LAB 2366)  | Widum/Kanonikerhaus                                                                          | KG: Stilfes Bauparzelle: 32                                   |
| ja   | Datei hochladen | Reifenstein mit St.-Zeno-Kapelle ID: 14840                                | 46° 52′ 41″ N, 11° 26′ 41″ O                | 12. Mai 1986 (BLR-LAB 2366)  | Burg; die Kapelle befindet sich etwas nordwestlich auf 46° 52′ 46,2″ N, 11° 26′ 31,1″ O.     | KG: Stilfes Bauparzelle: 120/2, 122 Grundparzelle: 1230, 1231 |
| ja   | Datei hochladen | Sachsenkapelle ID: 14866                                                  | 46° 52′ 35″ N, 11° 28′ 42″ O                | 12. Mai 1986 (BLR-LAB 2366)  | Kapelle                                                                                      | KG: Trens Bauparzelle: 581                                    |
| BW   | Datei hochladen | Senftenburg in Elzenbaum ID: 14837                                        | 46° 52′ 25″ N, 11° 26′ 44″ O                | 6. Juli 1951 (MD)            | Burg/Schloss                                                                                 | KG: Stilfes Bauparzelle: 96                                   |
| ja   | Datei hochladen | Sprechenstein ID: 14853                                                   | 46° 53′ 1″ N, 11° 27′ 18″ O                 | 12. Mai 1986 (BLR-LAB 2366)  | Burg/Schloss                                                                                 | KG: Trens Bauparzelle: 62, 63, 68 Grundparzelle: 434, 435     |
| BW   | Datei hochladen | Springer in Partinges mit Mühle ID: 14860                                 | 46° 52′ 43″ N, 11° 29′ 44″ O                | 12. Mai 1986 (BLR-LAB 2366)  | Ländliches Wohnhaus/Bauernhof                                                                | KG: Trens Bauparzelle: 120, 121                               |
| BW   | Datei hochladen | St. Anton in Niederflans ID: 14863                                        | 46° 51′ 47″ N, 11° 31′ 34″ O                | 12. Mai 1986 (BLR-LAB 2366)  | Kapelle                                                                                      | KG: Trens Bauparzelle: 151                                    |
| ja   | Datei hochladen | St. Anton in Ritzail ID: 14828                                            | 46° 51′ 12″ N, 11° 33′ 41″ O                | 12. Mai 1986 (BLR-LAB 2366)  | Kirche                                                                                       | KG: Mauls Bauparzelle: 160                                    |
| BW   | Datei hochladen | St. Valentin in Valgenäun mit Umfriedung ID: 14856                        | 46° 52′ 3″ N, 11° 30′ 32″ O                 | 12. Mai 1986 (BLR-LAB 2366)  | Kirche                                                                                       | KG: Trens Bauparzelle: 392, 85 Grundparzelle: 770             |
| BW   | Datei hochladen | Thumburg in Elzenbaum ID: 14841                                           | 46° 52′ 55″ N, 11° 26′ 13″ O                | 12. Mai 1986 (BLR-LAB 2366)  | Burg/Schloss                                                                                 | KG: Stilfes Bauparzelle: 123/1                                |
| BW   | Datei hochladen | Toninger ID: 14851                                                        | 46° 52′ 31″ N, 11° 29′ 10″ O                | 6. Juli 1951 (MD)            | Ländliches Wohnhaus/Bauernhof                                                                | KG: Trens Bauparzelle: 35                                     |
| ja   | Datei hochladen | Welfenstein mit Mariahilfkapelle ID: 14818                                | 46° 51′ 28″ N, 11° 30′ 40″ O                | 12. Mai 1986 (BLR-LAB 2366)  | Burg/Schloss; die Kapelle befindet sich etwas nördlich auf 46° 51′ 37,2″ N, 11° 30′ 39,7″ O. | KG: Mauls Bauparzelle: 1/1, 1/2                               |
| BW   | Datei hochladen | Wieland ID: 14826                                                         | 46° 51′ 5″ N, 11° 31′ 11″ O                 | 12. Mai 1986 (BLR-LAB 2366)  | Ländliches Wohnhaus/Bauernhof                                                                | KG: Mauls Bauparzelle: 65                                     |
| BW   | Datei hochladen | Zantturm in Elzenbaum ID: 14838                                           | 46° 52′ 28″ N, 11° 26′ 48″ O                | 12. Mai 1986 (BLR-LAB 2366)  | Burg/Schloss                                                                                 | KG: Stilfes Bauparzelle: 102                                  |
| BW   | Datei hochladen | Ziel ID: 14849                                                            | 46° 52′ 35″ N, 11° 29′ 5″ O                 | 12. Mai 1986 (BLR-LAB 2366)  | Ländliches Wohnhaus/Bauernhof                                                                | KG: Trens Bauparzelle: 4                                      |

Falls bei einem Baudenkmal keine Koordinaten bekannt sind, werden ersatzweise die Katasterdaten zum Zeitpunkt der Unterschutzstellung angegeben. Diese sind weder offiziell noch zwingend aktuell.
Die vom Landesdenkmalamt übernommenen Adressen können veraltet sein.
| Foto:   | Fotografie des Denkmals. Klicken des Fotos erzeugt eine vergrößerte Ansicht. Daneben finden sich zwei Symbole: |
| ID      | Identifikator beim Südtiroler Landesdenkmalamt                                                                 |
| KG      | Katastralgemeinde                                                                                              |
| MD      | Ministerialdekret                                                                                              |
| BLR-LAB | Beschluss der Landesregierung – Landesausschussbeschluss                                                       |